# Kazimierza Wielka
Kazimierza Wielkaⓘ é uma cidade no sudeste da Polônia. Pertence à voivodia de Santa Cruz, até 1998 na voivodia de Kielce, no condado de Kazimierza. É a sede da comuna urbano-rural de Kazimierza Wielka, às margens do rio Nidzica. É a menor cidade-condado na voivodia de Santa Cruz e a quarta menor cidade-condado na Polônia.
Estende-se por uma área de 6,1 km², com 4 969 habitantes, segundo o censo de 31 de dezembro de 2024, com uma densidade populacional de 809 hab./km².
Historicamente, Kazimierza Wielka está localizada na Pequena Polônia, na antiga Terra da Cracóvia. Em 1595, a cidade, localizada no condado de Proszowski da voivodia da Cracóvia, era propriedade de Sebastian Lubomirski, castelão da Pequena Polônia.

## Localização
Kazimierza Wielka está localizada na parte sudeste da Bacia do Nida, que faz parte do Planalto da Pequena Polônia (o chamado Planalto de Proszowicki). A cidade está localizada na rota de tráfego inter-regional que liga Cracóvia e Busko-Zdrój (estrada provincial n.º 776), e Jędrzejów e Brzesko (estrada provincial n.º 768). Há duas cidades e três comunas no condado de Kazimierza. O condado, que cobre uma área de 422 km², abriga 31 837 habitantes, 5 019 dos quais vivem somente na cidade de Kazimierza Wielka. Além de cereais, os agricultores locais cultivam beterraba-sacarina, tabaco e hortaliças. O caráter paisagístico de Kazimierza Wielka é marcado por cinco colinas pitorescas: Wieszczonka (242 m), Colina do Parque, Colina de Odonowo, Colina de Donosy e Colina de Słonowice. No vasto vale que se estende entre essas colinas, de Słonowice até os pântanos em Jakuszowice, corre o rio Małoszówka, que ainda deságua no rio Nidzica, um afluente esquerdo do rio Vístula, nos limites da cidade. Kazimierza Wielka tem um traçado espacial multidirecional, o centro está localizado em uma bacia com um complexo de lagoas nas proximidades. O desenvolvimento da cidade tem dois agrupamentos, um na margem direita do rio Malaszówka, onde está localizada a maioria dos edifícios históricos. Na margem esquerda, por outro lado, há um aglomerado urbano construído contemporaneamente, juntamente com a sede do centro administrativo, situado na encosta e na elevação da Colina do Parque.

## Lenda das origens da cidade
Uma história associada à fundação da cidade conta que Casimiro, o Grande, caçava nessa área. Supõe-se que o rei tenha se deparado com um auroque inesperadamente, ao qual atirou um dardo. Não tendo recebido o golpe fatal, o animal enfurecido correu para atacar. No último momento, o rei foi salvo por um estranho armado com um machado e uma faca que, com um golpe poderoso, dividiu a coluna vertebral do auroque e o matou com um punhal no pescoço. Em agradecimento pela vida que havia salvado, o rei concedeu ao estranho as terras ao redor da clareira e também concordou com um pedido para dar o nome do rei às terras. O primeiro proprietário recebeu a nobreza e o brasão de Pomiano — representando uma cabeça de búfalo preta perfurada por uma espada — do governante. Os primeiros proprietários conhecidos de Kazimiera Wielka não eram pomianos, mas cavaleiros dos brasões de Dębno, Odrowąż e Awdaniec. Também é um erro associar o nome da cidade ao rei Casimiro, o Grande. O reinado desse governante ocorre nos anos em que a vila já era um centro conhecido e importante do poder da igreja.

## História

### Pré-história
Os primeiros vestígios de assentamento nas bifurcações dos rios Nidzica e Małoszówka datam de cerca de 6 mil anos. No final do período Neolítico, as pessoas viviam nessa terra, construindo túmulos monumentais com uma construção de madeira e terra. Seus restos mortais foram descobertos em Słonowice, perto de Kazimierza. É o maior complexo desse tipo descoberto na Europa Central. A construção se baseia em seu enorme tamanho para os padrões da época. Estruturas enormes, montes de terra em forma de trapézio com uma dúzia de metros de comprimento e de 5 a 10 metros de largura. A altura era de até cinco metros. Tumbas semelhantes são conhecidas na região da Cujávia e, por analogia, podem ter sido usadas como estruturas para cálculos de calendário. Durante a Idade do Bronze, as terras da atual Kazimierza Wielka eram habitadas por pessoas da chamada Cultura Trzciniec (de 1600 a 1500 a.C.). Os remanescentes dessa era são os túmulos característicos. Um deles foi descoberto na colina Wieszczonka, no vilarejo de Jakuszowice. Outros achados arqueológicos desse período atestam os contatos da população local com representantes de outras culturas.

### Idade Média
As primeiras referências escritas ao vilarejo vêm de fontes medievais. O nome do vilarejo de Kazimierza Wielka aparece em várias formas: Cazimiria (1320), Cazimira (1326), Magna Cazimiria (1347), Kazimirza (1394), Maior Kazimirza (1401), Magna Kaszymira (1419), Kaszymyrza (1423), Caszimirza Welga (1425), Welga Kazimirza (1427), Magna Kazmyrza (1478). Desde os primeiros tempos, era propriedade de cavaleiros e, depois, de nobres. O proprietário mais antigo conhecido de Kazimierza Wielka foi Kenna, filha de Jakub de Dębno o Winna Góra, nos anos de 1387 a 1396. Ela é mencionada como parte em uma disputa com o bispo de Cracóvia, Bodzanta, sobre a fronteira entre as propriedades de Dębno e Sufczyn e Porąbka e Łysogóra. Na virada dos séculos XIV e XV, Kazimierza pertencia à família Waldorff (do brasão de armas de Nabram) e estava localizada na fronteira das antigas Terras de Sandomierz e Cracóvia. A vila era a sede ancestral da família Kazimierski, recebida como presente de Ladislau I, o Breve, por seus serviços fiéis, principalmente por sua ajuda ao lidar com Henrique IV, o Justo, um de seus principais concorrentes ao governo do Ducado de Cracóvia (1288–1290). Em 1326, foi mencionada pela primeira vez como sede de uma paróquia e também de um decanato da diocese de Cracóvia. Na Idade Média, Kazimierza Wielka era uma vila muito rica e gerava uma renda considerável para seus proprietários. Em meados do século XV, o valor do vilarejo foi estimado em 1 800 grzywna, o equivalente a 360 quilos de prata. O edifício religioso mais antigo de Kazimierza Wielka que sobreviveu até os dias atuais é a igreja paroquial da Santa Cruz.

### Primeira República

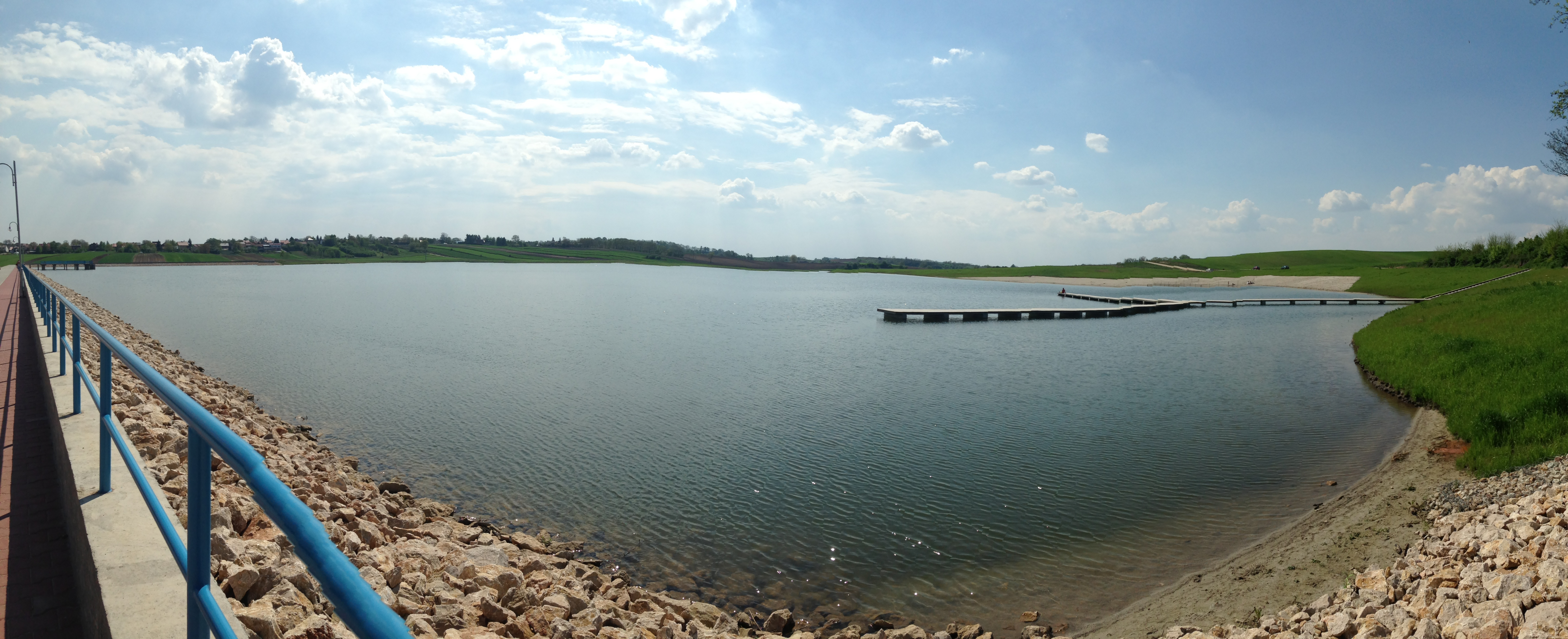
Reservatório de armazenamento de água

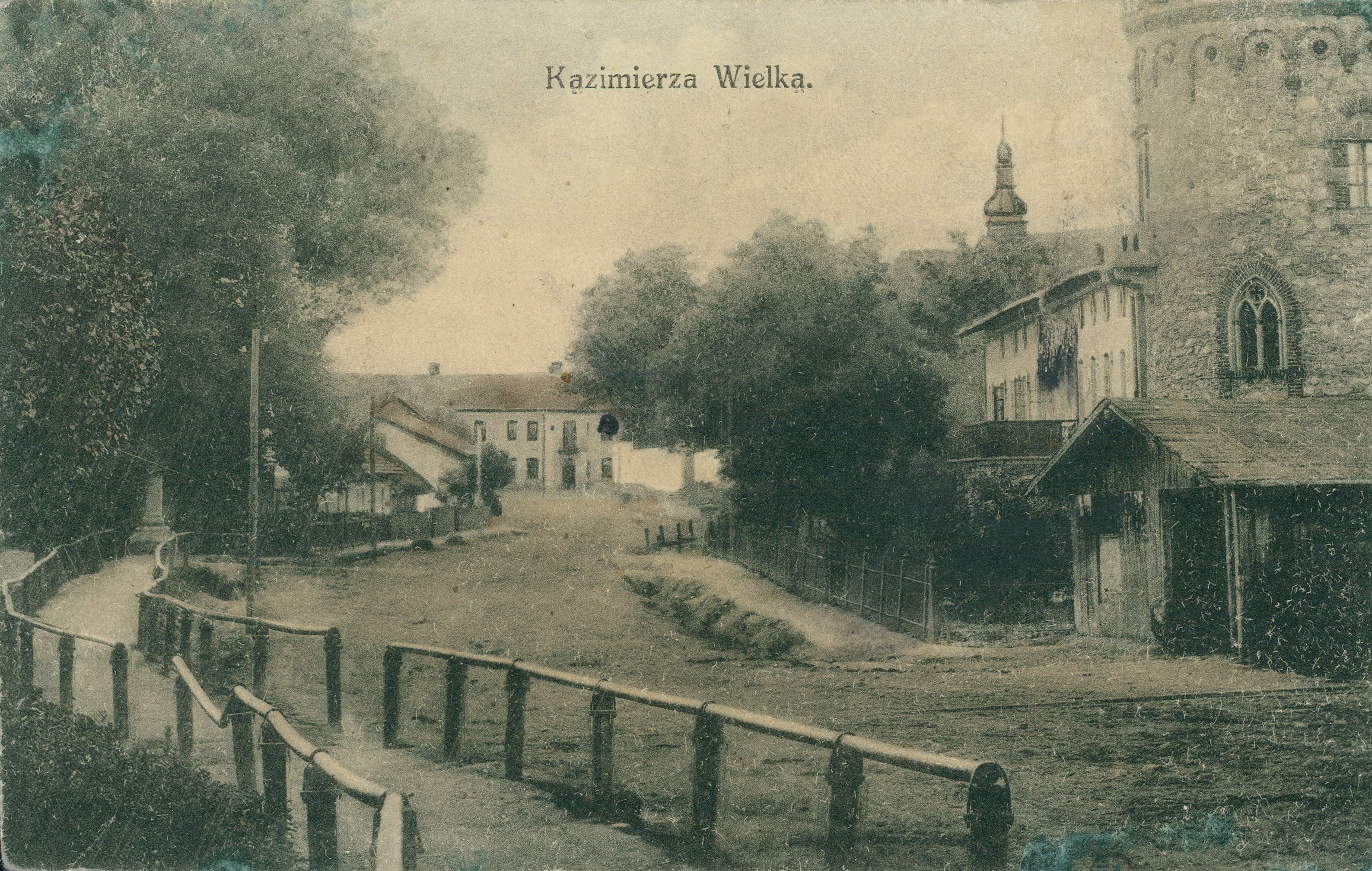
Kazimierza Wielka após 1918

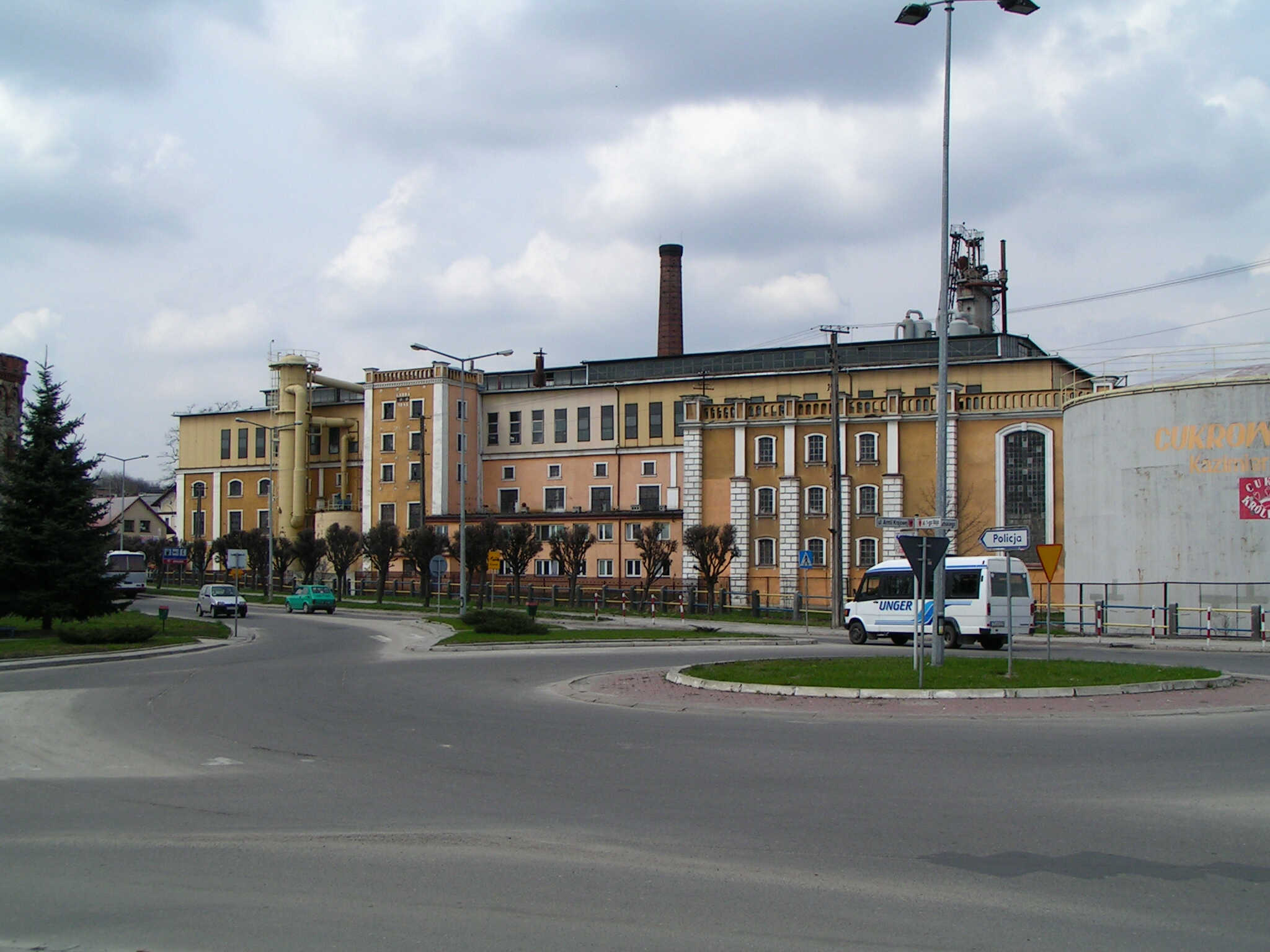
Fechamento da usina de açúcar “Łubna”

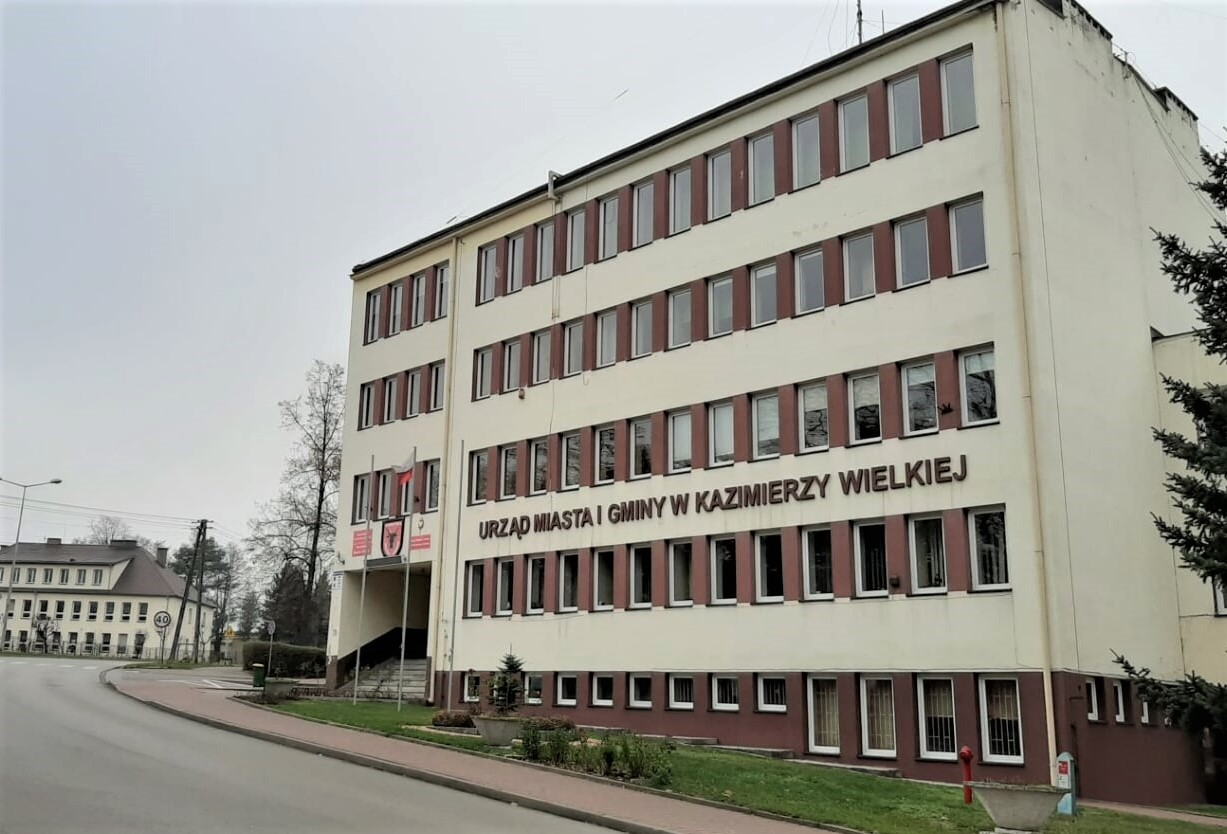
Prefeitura e Conselho Municipal de Kazimierza Wielka

No século XVI, após a formação dos condados, a aldeia de Kazimierza Mała e a vizinha Jakuszowice estavam localizadas no condado de Wiślicki da voivodia de Sandomierz. Por outro lado, Kazimierza Wielka ficava no condado de Proszowice, na voivodia da Cracóvia. Durante muito tempo, Kazimierza Wielka foi a sede de um dos mais populosos decanatos e paróquias da diocese de Cracóvia. Em 1595, a vila era propriedade de Sebastian Lubomirski, castelão de Małogos. Em 1564, a cidade pertencia a Jan Kliszowski. O proprietário seguinte, que caiu no período da Reforma Protestante, foi Jan Oleśnicki (brasão de armas Dębno), que, devido a suas crenças calvinistas, liquidou as igrejas católicas em suas propriedades e as converteu em igrejas protestantes. Na década de 1660, Kazimierza Wielka era a sede da facção mais radical da Reforma polonesa, ou seja, a Irmandade Polonesa.

### Período das partições
No final do século XVIII, a aldeia passou a ser propriedade da família Łubieński. Eles deixaram vestígios da sua estadia na cidade sob a forma de um complexo palaciano, que inclui: um palácio e o edifício da administração da usina de açúcar. Até 1945, o palácio foi a residência da família Łubieński. A partir de 1815, a cidade estava nas fronteiras da Polônia do Congresso. Em 1845, foi aqui instalada uma das primeiras refinarias de açúcar do Reino, construída pelo Conde Łubieński. Na segunda metade do século XIX, a aldeia passou a fazer parte da diocese de Kielce. No final do século XIX e na primeira metade do século XX, Kazimierza desenvolveu-se graças aos solos férteis e à usina de açúcar "Łubna", uma das mais antigas fábricas deste tipo na Polônia. O construtor da usina foi Karol Czekay, um artesão trazido da Hungria. A cidade tornou-se um dos centros mais importantes do sul de Ponidzie. No final do século XIX, a usina de açúcar local passou a ser propriedade de uma sociedade anônima. Seu presidente foi Julian Tołłoczko. A usina foi significativamente ampliada naquela época. A maior parte dos edifícios existentes, incluindo o corpo principal da usina de açúcar, foram construídos neste período. No início do século XX, a mansão Łubieński datada de 1752-1755 foi renovada. Também foram construídos edifícios residenciais para funcionários e uma torre (a chamada torre redonda), destinada a apartamentos de estagiários. Ao mesmo tempo, Tołłoczko construiu um palácio de acordo com o projeto de Tadeusz Stryjeński.

### Segunda República
Desde 1919, Kazimierza Wielka foi uma vila no condado de Pińczów, na voivodia de Kielce. No período entre guerras, o assentamento recebeu uma conexão ferroviária de bitola estreita com Kocmyrzów.
Em 5 de setembro de 1939, ocorreu um combate com os alemães em Kazimierza, na qual morreram 60 soldados da 55.ª Divisão de Infantaria. Em 1944, a cidade tornou-se parte da República de Pińczów.

### República Popular da Polônia
Após a Segunda Guerra Mundial, uma pequena indústria alimentícia se desenvolveu em Kazimierza. Em 1954, Kazimierza Wielka recebeu a classificação de assentamento urbano e, em 1959, os direitos de cidade. Naquela época, o edifício do Palácio Łubieński foi usado durante 30 anos como dormitório feminino da Escola secundária local. Na década de 1970, o solar abrigou a Biblioteca Pedagógica. A partir de 1956 foi sede de condado. Nas décadas de 1960 e 1970, graças a inúmeras iniciativas dos habitantes e das autoridades da época, a cidade conheceu um rápido desenvolvimento. Em 1985, a cidade foi premiada com a Cruz Partidária pela participação de seus habitantes na resistência antinazista.

### Após 1989
Um dos efeitos da transformação sistêmica na Polónia foi a implementação da reforma administrativa. Como resultado destas mudanças, em 1999 o condado de Kazimierza foi restaurado, com sede em Kazimierz Wielka.

## Demografia
Conforme os dados do Escritório Central de Estatística da Polônia (GUS) de 31 de dezembro de 2024, Kazimierza Wielka é uma cidade muito pequena com uma população de 4 969 habitantes (17.º lugar na voivodia de Santa Cruz e 570.º na Polônia), tem uma área de 6,1 km² (41.º lugar na voivodia de Santa Cruz e 805.º lugar na Polônia) e uma densidade populacional de 809 hab./km² (8.º lugar na voivodia de Santa Cruz e 403.º lugar na Polônia). Entre 2002–2024, o número de habitantes diminuiu 16,8%.
Os habitantes de Kazimierza Wielka constituem cerca de 15,76% da população do condado de Kazimierza, constituindo 0,43% da população da voivodia de Santa Cruz.
| Descrição                         | Total      | Total   | Mulheres   | Mulheres | Homens     | Homens  |
| --------------------------------- | ---------- | ------- | ---------- | -------- | ---------- | ------- |
| unidade                           | habitantes | %       | habitantes | %        | habitantes | %       |
| população                         | 4 969      | 100     | 2 635      | 53,0     | 2 334      | 47,0    |
| área                              | 6,1 km²    | 6,1 km² | 6,1 km²    | 6,1 km²  | 6,1 km²    | 6,1 km² |
| densidade populacional (hab./km²) | 809        | 809     | 428,8      | 428,8    | 380,2      | 380,2   |

## Monumentos históricos

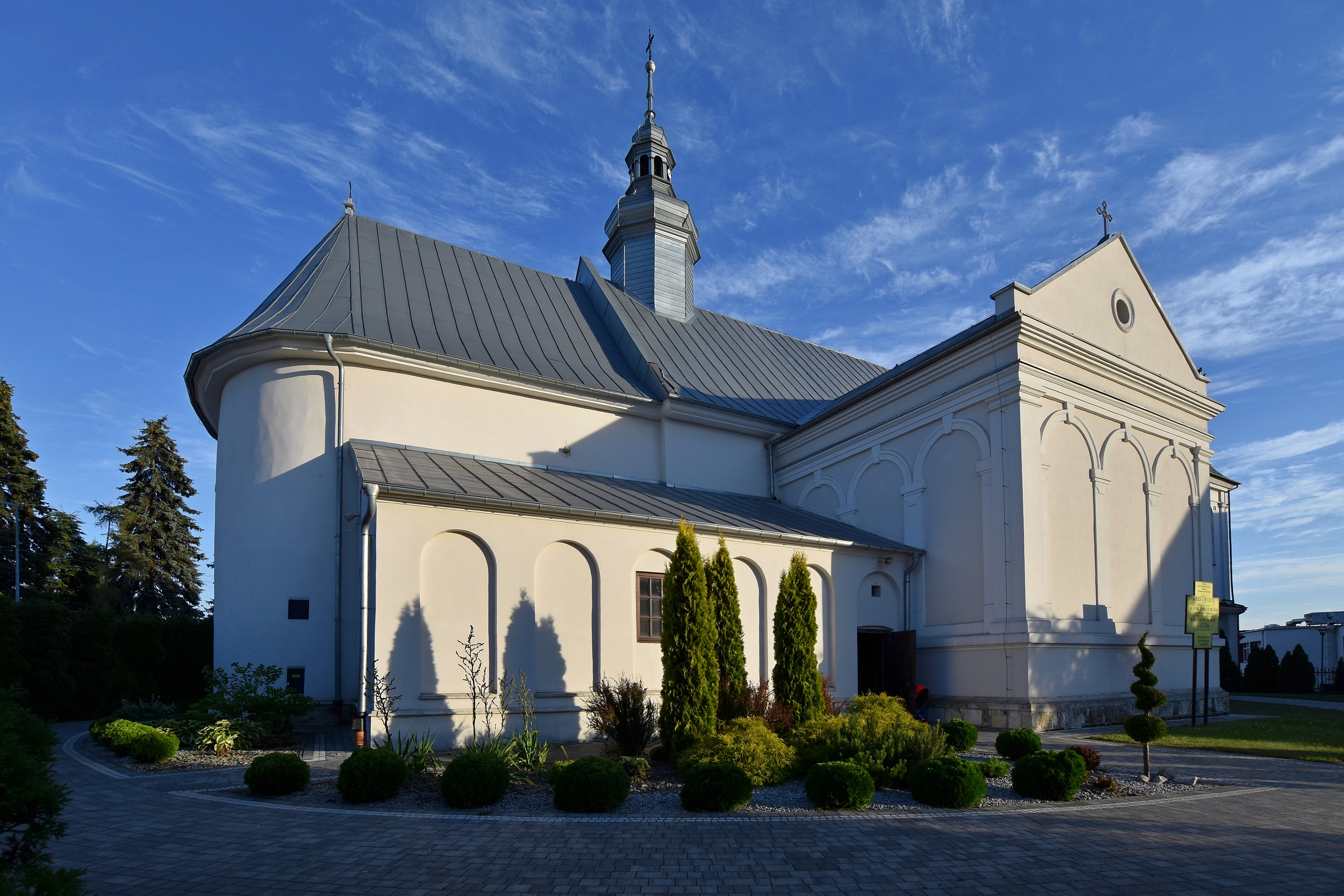
Igreja da Exaltação da Santa Cruz

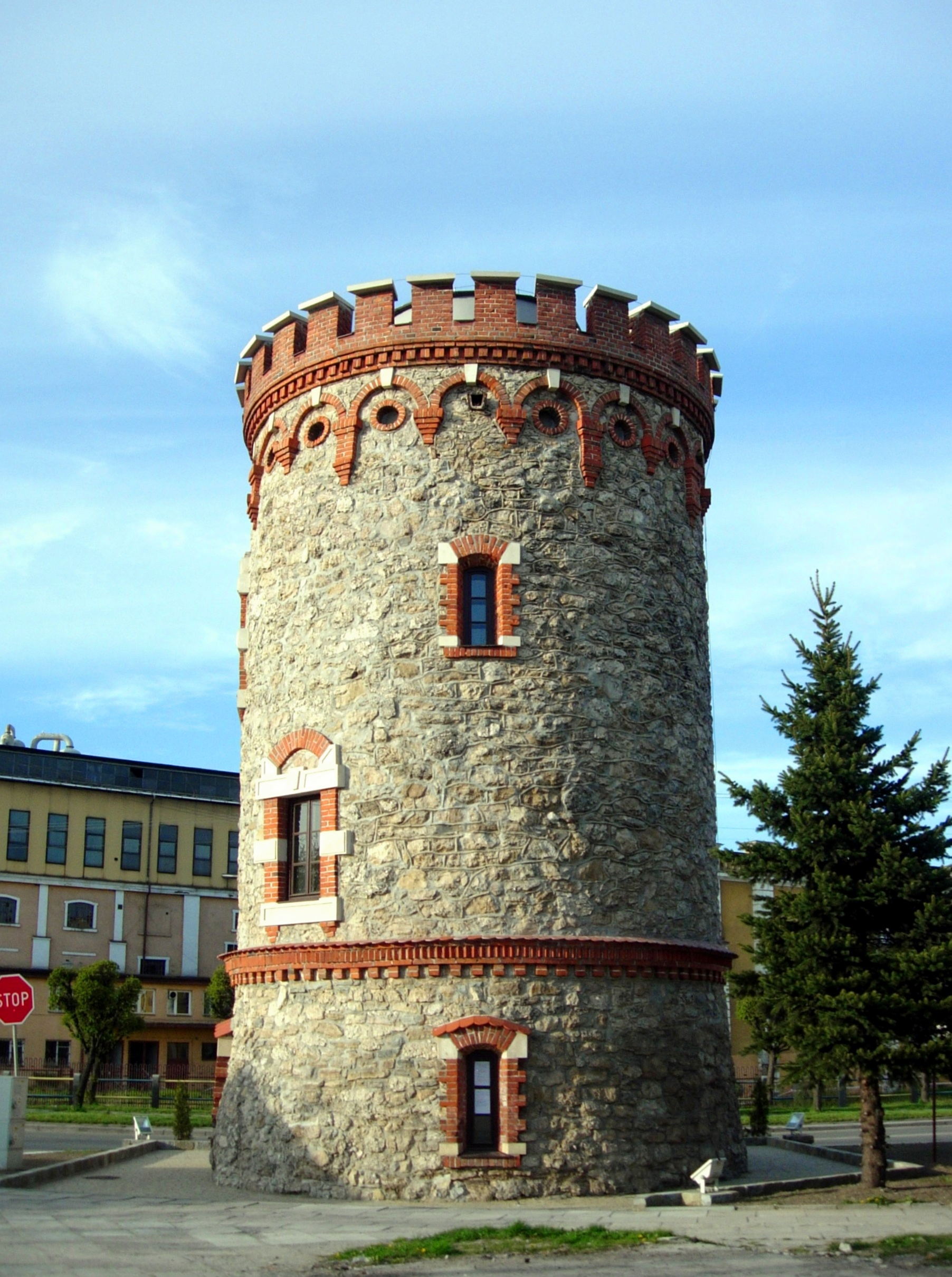
Torre do final do século XIX

- Igreja da Exaltação da Santa Cruz de 1633, reconstruída em 1894-1895. No altar-mor do início do século XIX encontra-se a pintura da “Crucificação” de Franciszek Smuglewicz. No próprio altar estão as relíquias de São Vicente, Mártir. Na parede exterior sul da igreja existe uma grande pintura de Nossa Senhora da Imaculada Conceição com a data da talha na moldura de cantaria: 8 de dezembro de 1904. Junto à igreja existia uma torre sineira de madeira do século XIX, reconstruída em 2002–2004. Existem três sinos na torre sineira. A igreja é descrita como sem estilo, enquanto o interior é decorado em estilo barroco. Orientado a nascente, construído em pedra e rebocado[7]
- Complexo palaciano do século XIX, que inclui: um palácio da segunda metade do século XIX e o edifício da administração da fábrica de açúcar, também de meados do século XIX. O edifício foi erguido por volta de 1752-1755, renovado por volta de 1910. Em madeira, estrutura em toras, rebocada. Térrea com sótão habitado e cave. De planta retangular, com pórtico em pedra.[7] O palácio pegou fogo na noite de 15 para 16 de julho de 1986
- Torre residencial de 1888 chamada torre ou torre redonda. Ali havia apartamentos para aprendizes da usina de açúcar. Atualmente abriga o Museu da Terra Kazimierz[7]
- Parque senhorial do século XVIII, reconstruído na segunda metade do século XIX e em 1950, e as caves do solar do século XVIII.

## Esporte e lazer

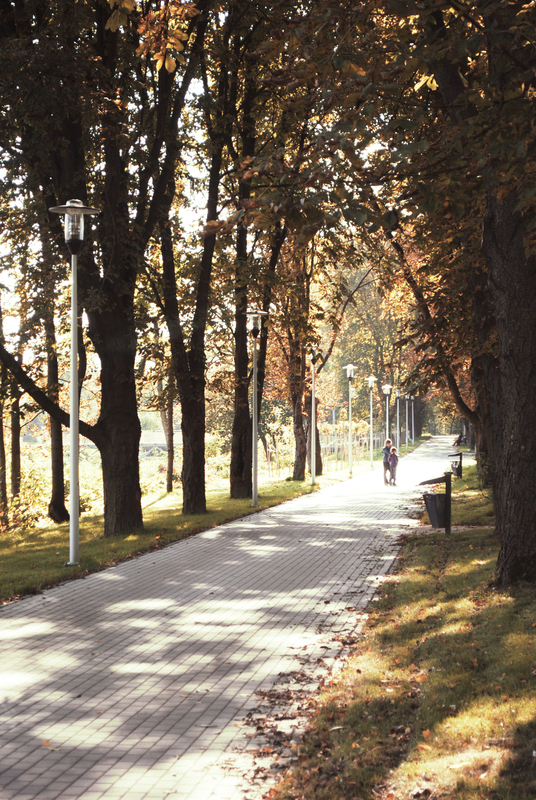
Uma das principais vielas do parque em Kazimierz Wielka

- Clube Esportivo Popular Interempresarial “Esparta Casimiro, o Grande” − um clube esportivo fundado em 1927. Na temporada 2014/2015, o time de futebol foi promovido à 3.ª Liga Pequena Polônia-Santa Cruz. Atualmente (temporada 2024/2025) joga na 4.ª liga, grupo Świętokrzyska.[23]
- Centro Esportivo de Kazimierza[24] Foi criado em julho de 2003, após a conclusão da construção do ginásio de esportes na rua Kościuszki, como uma empresa de responsabilidade limitada dos parceiros: Condado de Kazimierza e o Escritório da Cidade e da Comuna em Kazimierza Wielka. A empresa administra, entre outros:
  - Ginásio de esportes
  - Piscina coberta “Wodny Raj" — inaugurada em outubro de 2006;
  - Kazimierski Bieg Szlakiem Megalitów (em funcionamento desde 2013).[25]

## Comunidades religiosas
- Igreja Católica de Rito Latino:
  - Paróquia da Divina Misericórdia[26]
  - Paróquia da Exaltação da Santa Cruz[27]
- Testemunhas de Jeová:
  - Igreja em Kazimierza Wielka

## Educação
- Jardim de infância público “Parkowe Skrzaty”[28]
- Escola primária pública n.º 1 Hugo Kołłątaj[29]
- Escola primária pública n.º 3 João Paulo II[30]
- Escola secundária Maria Curie-Skłodowska[31]
- Departamento de Desenvolvimento Profissional[32]
- Complexo de escola profissionalizante em Odonów[33]
- Complexo escolar agrícola em Cudzynowice[34]

## Área de proteção termal
Em 2019, Kazimierza Wielka, com as aldeias de Cudzynowice, Donosy e Słonowice, obtiveram o estatuto de zona de proteção termal (“Área de Proteção Termal Kazimierza Wielka”) ao abrigo do Regulamento do Conselho de Ministros.